# Ștefan Niculescu
Ștefan Niculescu (n. 31 iulie 1927, Moreni, Dâmbovița, România – d. 22 ianuarie 2008, București, România) a fost un compozitor, muzicolog și profesor universitar român. Creația sa se înscrie în zona muzicii culte contemporane și acoperă numeroase genuri muzicale. Niculescu a fost preocupat de folclorul muzical al Extremului Orient, de heterofonie și de muzica electronică. Timp de mulți ani, a predat compoziția la Conservatorul din București.
A fost membru titular al Academiei Române și doctor honoris causa al Academiei de Muzică din Cluj. A obținut Premiul Herder (1994), premiul pentru muzicologie al Academiei Franceze (1972) și numeroase alte distincții. Niculescu a fost membru al U.C.M.R. și al S.A.C.E.M. (Paris).

## Studii
Între anii 1941 și 1946, Niculescu a studiat la Academia Regală de Muzică din București. S-a reprofilat apoi pe inginerie (studii la Institutul de Construcții Civile din București, până în 1950), în cele din urmă revenind la Academia de Muzică. Aici studiază compoziția cu Mihail Andricu, între anii 1951 și 1957. A avut ocazia nesperată (în contextul regimului politic din țară) de a participa la Școala pentru muzică nouă de la Darmstadt (1966–1969) și la Cursurile pentru muzică electronică de la studioul Siemens din München (1966).

## Activitate

### În domeniul didactic
Între 1958 și 1960 lucrează ca profesor de pian, apoi activează ca cercetător la Institutul de Istoria Artei (1960–1963). Din 1963 este profesor universitar la Conservatorul din București, unde predă analiză muzicală și compoziție; își încetează activitatea în 1987 și revine șase ani mai târziu. În 2001, primește titlul de prorector onorific al acestei instituții.
De-a lungul întregii sale cariere, păstrează viu interesul pentru educația muzicală. O altă preocupare a sa a fost relația dintre muzician și public. În anii 1970 contribuie la popularizarea muzicii noi prin expuneri (însoțite de audieri fonografice) la București împreună cu Șerban Stănciulescu. În 1991, fondează Săptămâna Internațională a Muzicii Noi la București.

### Compozitor
Dintre compozitorii străini care i-au marcat stilul, Niculescu îi cita pe Iannis Xenakis și Pierre Boulez. Apreciază la cel din urmă interesul pentru muzica heterofonă, pe care însuși o va studia prin intermediul muzicii tradiționale din Asia de Sud-Est (de pildă, ansamblurile gamelan din Indonezia).
Compune peste 70 de lucrări în genuri diverse (pentru ansambluri de cameră sau simfonice, cu voce, muzică de operă). Muzica lui Niculescu vede lumina tiparului la Editura Muzicală, Éditions Salabert, Ars Viva/B. Schött's Söhne Musikverlag (Mainz), Gerig Musikverlag (Köln). Lucrările sale sunt înregistrate la Electrecord (România), Erato (Franța), Attacca Records (Olanda).

### Muzicolog
A contribuit la întocmirea monografiei „George Enescu” (1972, Editura Academiei Române), demers pentru care a fost recompensat cu premiul Academiei Franceze.
Volumul Reflecții despre muzică, Editura Muzicală, București, 1980 reunește contribuțiile sale teoretice semnificative.

## Lucrări selectate

### Muzică orchestrală (simfonică)
- Simfonia I (1956), pentru orchestră mare
- Eteromorfie[4] (fr. Heteromorphie, 1967), pentru orchestră
- Unisonos I (1970), pentru orchestră
- Unisonos II (1971), pentru orchestră
- Ison I (1973), pentru orchestră
- Ison II (1975), pentru orchestră
- Simfonia a II-a „Opus dacicum” (1980), pentru orchestră mare
- Sincronie II (1981), pentru orchestră
- Simfonia a III-a „Cantos” (1984–1986), pentru suflători de lemn soliști și orchestră (există trei variante, cu soliști diferiți)
- Simfonia a IV-a „Deisis” (1995)
- Simfonia a V-a „Litanii” (1997)
- Formanți (f.a.)

### Muzică de cameră
- Invențiuni (1963), pentru clarinet și pian
- Echos I (1977), pentru vioară
- Ricercare in uno (1984), pentru sintetizator, clarinet și vioară
- Hétérophonies pour Montreux (1986), pentru cinci instrumente
- Octuplum (1987), pentru opt instrumente
- Chant-son (1989), pentru saxofon
- Sequentia (1994), pentru șase instrumente
- Undecimum (1998), pentru unsprezece instrumente

### Muzică cu voce
- trei cantate (1959–1965)
- Aforisme de Heraclit (1969), pentru 20 de voci soliste
- Invocatio (1988), simfonie corală
- Axion (1992), pentru cor de femei și saxofon
- Psalmus (1993), pentru șase voci

### Teatru liric
- Cartea cu Apolodor (pr. 1975, Cluj-Napoca), operă-balet pentru copii. Libret de Gellu Naum[5]

### Muzică de film
- Calea Victoriei sau cheia visurilor (1966)
- Faust XX (1966)

## Premii și distincții. Titluri onorifice
- Academia Română (premiu pentru compoziție – 1962, premiu pentru muzicologie – 1972)
- Academia Franceză (premiu pentru muzicologie – 1972)
- Uniunea Compozitorilor și Muzicologilor din Romania (premii pentru compoziție în anii 1975, 1977, 1981, 1983, 1985, 1986, 1988, 1998; marele premiu în 1994)
- Premiul „Gottfried von Herder” (1994, pentru întreaga activitate)
- Festivalul de Muzică Cultă de la Montreux-Vevey (premiul pentru întreaga activitate)

Devine membru corespondent al Academiei Române în 1993, iar apoi academician titular (1997). A fost numit doctor honoris causa al Academiei de Muzică din Cluj.

### Decorații
- Medalia „Meritul Cultural” clasa I (26 septembrie 1966) „pentru merite deosebite în activitatea literară, artistică și de răspîndire a culturii naționale, cu prilejul Centenarului Academiei Republicii Socialiste România”[6]
- Ordinul național „Steaua României” în grad de Comandor (1 decembrie 2000) „pentru realizări artistice remarcabile și pentru promovarea culturii, de Ziua Națională a României”[7]